# لهر (لاريجان السفلي)
لهر (بالفارسية: لهر) هي قرية تقع في إيران في قسم لاریجان السفلی الريفي. يقدر عدد سكانها بـ 83 نسمة بحسب إحصاء 2016.